# Genesis GV60
La Genesis GV60 (in coreano: 제네시스 GV60) è la prima autovettura elettrica prodotta dalla casa automobilistica coreana Genesis Motor a partire dal 2021. 
Nel gennaio 2022 l'azienda ha annunciato l'importazione anche in Europa nel corso dello stesso anno.

## Descrizione

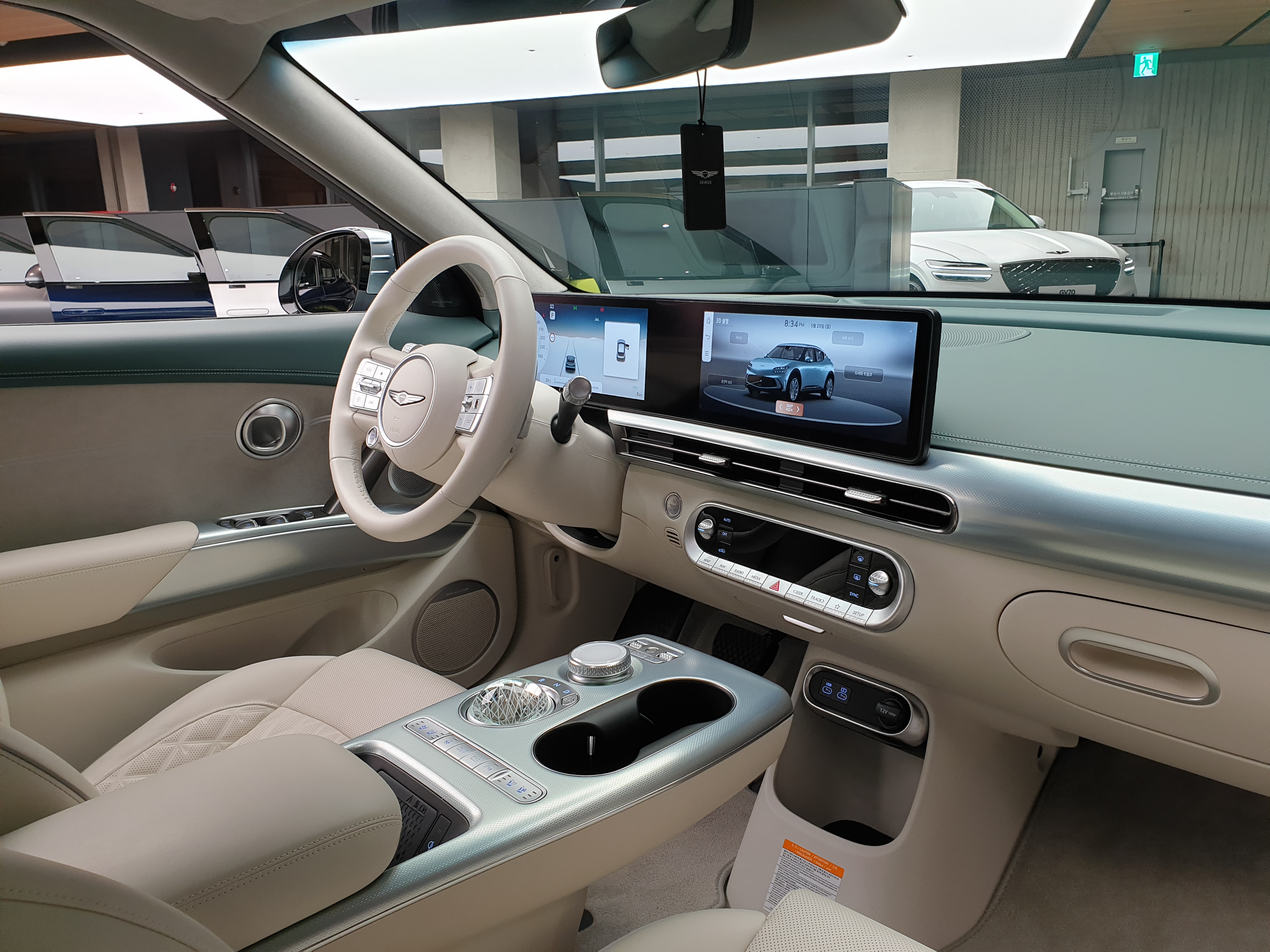
Interni

Terzo SUV del marchio dopo la più grande GV70, la vettura è un crossover SUV compatto disponibile solo a motorizzazione elettrica, alimentato da una a batteria agli ioni da litio La vettura oltre ad essere la prima elettrica della casa, è anche la prima Genesis ad essere sviluppato sulla piattaforma modulare elettrica (E-GMP) della Hyundai. È stata presentata il 19 agosto 2021.
A differenza delle Ioniq 5 ed EV6 dalla quale la vettura riprende gran parte della meccanica, la GV60 non ha gli specchietti retrovisori esterni, che vengono sostituiti da telecamere che proiettano le immagini su dei display posti agli angoli della plancia. Inoltre le maniglie sono a scomparsa, ovvero quando l'auto è in movimento o è chiuso si ritraggono nella portiera. All'interno l'abitacolo si caratterizza per la presenza nel tunnel centrale di una sfera di cristallo chiamata "Chrystal Sphere" che svolge le funzioni di solito  attribuite alla leva della trasmissione e si illumina di colori diversi durante le varie fasi di guida o quando è innestata la modalità parcheggio.
La vettura è disponibile in due versioni: a motore singolo con trazione posteriore e a trazione integrale con doppio motore uno per ogni asse;
entrambi sono abbinabili ad in pacco batterie che va da 58 a 74,5 kWh, con sistema di ricarica rapida che può supportare fino a 350 kW a 800 Volt.